# 马里斯·斯特罗姆伯格斯
马里斯·斯特罗姆伯格斯（1987年3月10日—）生于瓦爾米耶拉，是一名拉脱维亚小轮车运动员。
斯特罗姆伯格斯曾参加过三届奥运，在2008年北京奥运会上，他以36秒190的成绩夺得冠军，成为拉脱维亚首位自行车奥运冠军以及首位夺得男子小轮车奥运冠军的选手，在四年后的伦敦奥运会上，他又以37秒576的成绩成功卫冕，回国时，他受到英雄般的待遇，有不少民众在里加国际机场迎接他的凯旋，四年后他也因自身在前两届奥运会上的出色发挥而获选为2016年里约奥运拉脱维亚代表团的开幕式旗手，然而他在比赛中没能发挥出色，最终以预赛第二组第五的成绩结束了自己的第三次奥运之旅。
斯特罗姆伯格斯还参加过数届小轮车世锦赛男子精英组的比赛，共获得三枚奖牌，其中包括2008年和2010年的金牌以及2011年的银牌。除此之外他也在2016年世锦赛上获得一枚精英组计时赛的铜牌。
2018年11月13日，斯特罗姆伯格斯宣布结束自己的运动生涯。